# نمس أمغر
نمس أمغر أو نمس متورد (الاسم العلمي Herpestes smithii)، نوع من النمس يستوطن غابات التلال في الهند وسريلانكا. ويضم نويعان هُما: H. smithii smithii في الهند، و(H. smithii zeylanicus (Thomas, 1852 في سريلانكا.